# سباق شمال أمريكا للسيارات الشمسية

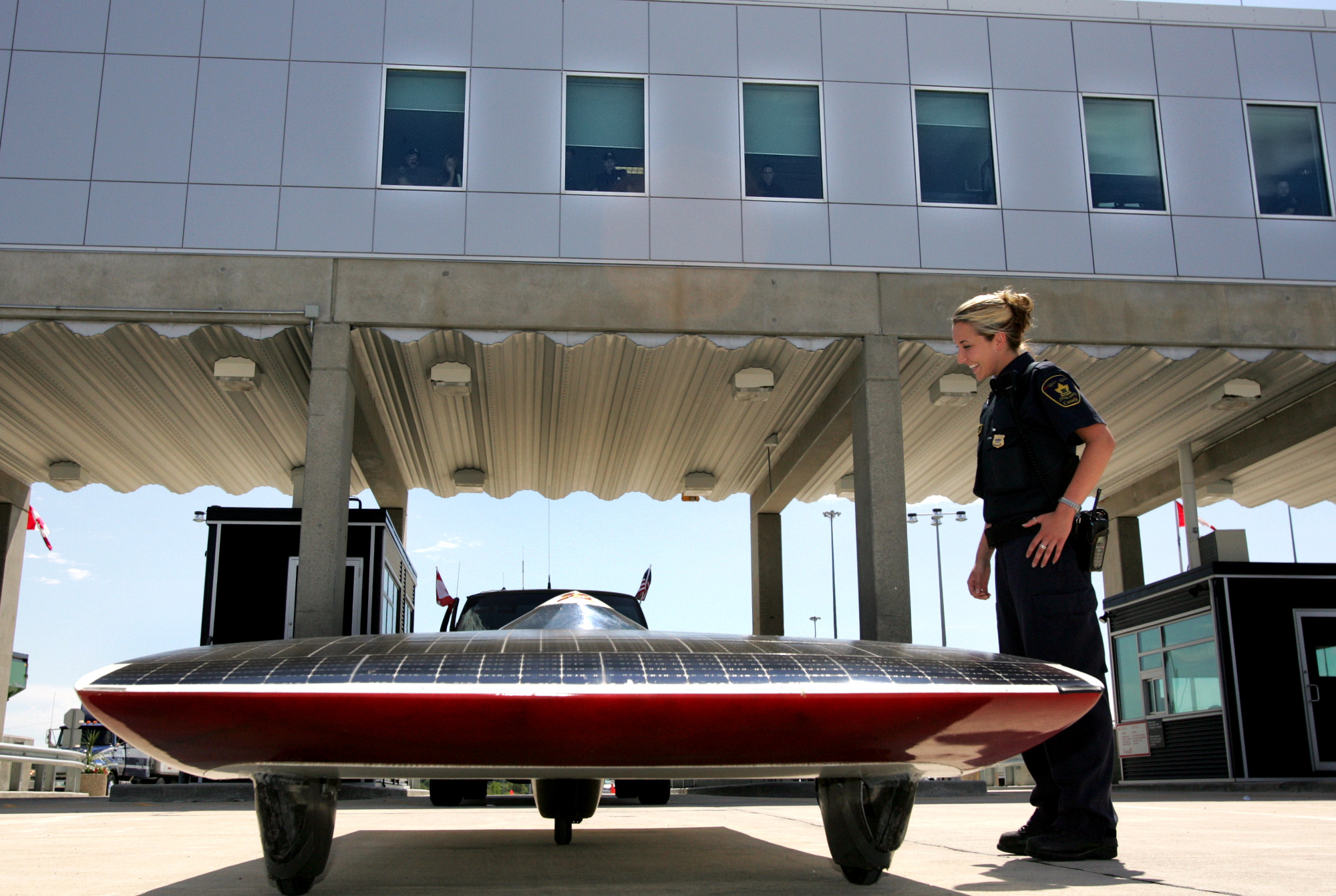
مينيسوتا بوريليس 3 تقطع حدود كندا في 21 يوليو 2005.

مينيسوتا بوريليس 3 تقطع حدود كندا في 21 يوليو 2005
 سباق شمال أمريكا للسيارات الشمسية (ASC)، المعروف سابقاً باسم سان رايز (بالإنجليزية:  Sunrayce)‏، التحدي الأمريكي للطاقة الشمسية، وتحدي الطاقة الشمسية في أمريكا الشمالية، هو سباق للسيارات الشمسية في مختلف أنحاء الولايات المتحدة وكندا. في السباق، فرق من الكليات والجامعات في جميع أنحاء شمال أمريكا تقوم بتصميم وبناء واختبار مركبات (السيارات) التي تعمل بالطاقة الشمسية في طريق لمسافات طويلة التي تحدث على غرار الرالي. ويُعتبر هذا السباق هو اختبار من العمل الجماعي، والمهارات الهندسية، والقدرة على التحمل والتي تمتد عبر آلاف الأميال من الطرق العامة